# Евримаж
«Евримаж» (англ. Eurimages) — европейский фонд поддержки совместного кинопроизводства и проката кинематографических и аудиовизуальных работ, созданный при Совете Европы в 1988 году. «Евримаж» занимается помощью в создании копродукции, поддержкой кинотеатрального показа, частичной компенсацией затрат на перевод фильмов в цифровой формат, а также способствует дистрибуции картин.

## История
В мае 2016 года министр культуры Украины Евгений Нищук заявил о намерении инициировать вступление Украины в «Евримаж». 18 июля 2018 на презентации «Евримаж» — Фонд поддержки культуры Совета Европы. Как это работает?", состоявшейся в рамках секции Film Industry Office Одесского международного кинофестиваля было сообщено, что «Евримаж» поддержал заявку Украины на присоединение к кинофонде.
Украина стала полноправным членом «Евримаж» в феврале 2020 года. Национальным представителем Украины в «Евримаж» является Владимир Яценко, заместителем Национального представителя в «Евримаж» является Сергей Зленко.

## Премия Audentia
С 2016 года «Евримаж» присуждает на международных кинофестивалях премию «Audentia» (с лат. — «храбрость» и «мужество»), которая вручается лучшим режиссёрам — женщинам. Награда учреждена для поддержки гендерного равенства в киноиндустрии и составляет приз в размере 30 000 евро. С помощью этой награды «Евримаж» хочет привлечь больше внимания к женщинам — режиссёрам и вдохновить их на дальнейшее развитие. Статуэтка премии разработана художницей Евой Россано.
В 2016 году на Стамбульском международном кинофестивале награду вручили Анке Дамиан за фильм «Волшебная гора» (Magic Mountain), а в 2017 году на кинофестивале в Локарно награду получила Валери Массадян за драму «Милла» (Milla). В третий раз Audentia вручили на 43-м Международном кинофестивале в Торонто режиссёру Аламорк Давидиан за фильм «Смоковница» (Etz Teena).